# لويد سام
لويد سام (بالإنجليزية: Lloyd Sam)‏ (27 سبتمبر 1984 بليدز في المملكة المتحدة - ) هو لاعب كرة قدم بريطاني في مركز جناح ‏. شارك مع منتخب إنجلترا تحت 20 سنة لكرة القدم ومنتخب غانا لكرة القدم. أما مع النوادي، فقد لعب مع تشارلتون أثلتيك وشيفيلد وينزداي وليدز يونايتد ونوتس كاونتي ونيويورك ريد بولز ونادي ليتون أورينت ونادي ساوثيند يونايتد.

## وصلات خارجية
- لويد سام على موقع الدوري الأمريكي (الإنجليزية)
- لويد سام على موقع قاعدة بيانات كرة القدم.إي يو (الإنجليزية)
- لويد سام على موقع Soccerbase.com (لاعب) (الإنجليزية)
- لويد سام على موقع Soccerway.com (الإنجليزية)
- لويد سام على موقع عالم كرة القدم.نت (الإنجليزية)
- لويد سام على موقع AS.com (الإسبانية)